# Gonatodes
Gonatodes é um género de répteis escamados da família Sphaerodactylidae.
Podem ser encontrados na América Central e América do Sul.

## Espécies
- Gonatodes albogularis (Duméril & Bibron, 1836)
- Gonatodes alexandermendesi Cole & Kok, 2006
- Gonatodes annularis Boulenger, 1887
- Gonatodes antillensis (Lidth De Jude, 1887)
- Gonatodes atricucullaris Noble, 1921
- Gonatodes caudiscutatus (Günther, 1859)
- Gonatodes ceciliae Donoso-Barros, 1966
- Gonatodes concinnatus (O'Shaughnessy, 1881)
- Gonatodes purpurogularis Esqueda, 2004
- Gonatodes eladioi Do Nascimento et al., 1987
- Gonatodes falconensis Shreve, 1947
- Gonatodes hasemani Griffin, 1917
- Gonatodes humeralis (Guichenot, 1855)
- Gonatodes ocellatus (Gray, 1831)
- Gonatodes petersi Donoso-Barros, 1967
- Gonatodes purpurogularis Esqueda, 2004
- Gonatodes seigliei Donoso-Barros, 1966
- Gonatodes taniae Roze, 1963
- Gonatodes tapajonicus Rodrigues, 1980
- Gonatodes vittatus (Lichtenstein, 1856)